# Социјални покрет Пламен тробојке
Социјални покрет Пламен тробојке (итал. Movimento sociale Fiamma Tricalore, MSFT) је национал-конзервативна и профашистичка организација која делује у Италији. Њен председник је проф. др Лука Ромањоли (Luca Romagnoli).

## О идејама, изборима и организацији
Социјални покрет Пламен тробојке (МСФТ) вуче корене од радикалних националиста који су основали Италијански Социјални Покрет фашиста (Movimento Sociale Italiano, MSI), који су предводили унука оснивача фашизма Бенита Мусолинија, Алесандра Мусолини и Пино Раути, који су касније основали политичку организацију Национална алијанса (Alleanza Nazionale).
На изборима за Европски парламент 2004. МСФТ је освојио два посланичка места на листи Кућа слободе која је окупљала десничарске странке, а предводио ју је актуелни италијански премијер Силвио Берлускони.
На парламентарним изборима 2008. у Италији МСФТ је у коалицији са покретом Десница (La Destra) Франческа Стораце, освојио 930 хиљада гласова, а укупно са осталим профашистичким групацијама близу милион и по.
Организација Десница је сачињена од бивших чланова Националне алијансе, која је некада била у саставу МСФТ. Наиме, поједини чланови Националне алијансе су подржали кандидатуру Данијеле Сантраче за премијера, која је некада била високи функционер Италијанске либералне партије, што се вођству Националне алијансе није допало те су их искључили из чланства.
На изборима за Европски парламент 2009. МСФТ опет је наступила у коалицији Кућа слободе коју је предводио Силвио Берлускони, и освојила једно место у ЕП.
МСФТ се залаже за оснивање Италијанске социјалне републике тзв. РСИ, што јој одмах даје фашистички примат према оцени многих аналитичара. Наиме, МСФТ себе сматра јединим легитимним наследником Фашистичке партије Италије коју је основао Бенито Мусолини.
За идеолошког лидера МСФТ узима Алесандра Паволинија, некадашњег команданта црнокошуљаша који није директно учествовао у вршењу власти Фашистичке партије већ је био један од главних људи у Маршу на Рим који је значио прекретницу и револуцију, која је довела на власт фашисте.
МСФТ је антикапиталистичка и антикомунистичка партија, која се залаже за хумани социјализам. Заступа идеју треће странке — национализма.

## Занимљивости
МСФТ је веома урбана и крајње ажурна организација. Њене активности углавном прате веома атрактивне и модерне ствари попут рок концерата, занимљивих графита, плаката и хумористичких парола. Све у свему имају свој начин представљања и моду која одудара од свих партија у Италији, и МСФТ је према оцени многи маркетинг агенција оцењена као најбоља за сарадњу и кооперативност.
Оно што је контроверзно у вези МСФТ јесу поједини њени функционери, конкретно Пјетро Пусијаво и Маурицио Бокаси. Наиме, Пусијаво је 1985. био истакнути члан покрета Veneto Skinheads Front који окупља скинхедсе и расисте у Италији, и уско је повезана са међународном неонацистичком организацијом Крв и част, а Бокаси је био члан познатог скинхедс панк покрета Western Movement.
МСФТ је била чланица међународне политичке организације ЕВРОНАТ (данас делује у Европском парламенту под именом: Идентитет, култура и суверенитет), која се касније утопила у Алијансу за Европу нација-АЕН. МСФТ је напустила организацију не слажући се са појединим идејама које АЕН заступа.